# Cletocamptus retrogressus
Cletocamptus retrogressus är en kräftdjursart som beskrevs av Schmankevitsch 1875. Cletocamptus retrogressus ingår i släktet Cletocamptus och familjen Cletodidae. Inga underarter finns listade i Catalogue of Life.